# We Got the Beat (sång)
We Got the Beat är en låt av den amerikanska gruppen The Go-Go's.
Låten är skriven av gruppens gitarrist Charlotte Caffey och utgavs 1980 som The Go-Go's första singel av Stiff Records i England, där gruppen hade turnerat med The Specials och Madness. En ny version av låten gavs ut som singel i USA 1981 och blev då gruppens största hit med en 2:a plats på Billboardlistan.

## Utgåvor
UK 7" Stiff Records BUY 78 1980
1. We Got the Beat
2. How Much More

UK 7" I.R.S Records PFP1010 1981
1. We Got the Beat
2. Skidmarks on My Heart

USA 7" I.R.S Records IR 9903 1981
1. We Got the Beat
2. Can't Stop the World[2]